# Le Repos du guerrier (film)
Pour plus de détails, voir Fiche technique et Distribution.
Le Repos du guerrier est un film franco-italien réalisé par Roger Vadim, sorti en 1962.

## Synopsis
Après un héritage, une jeune femme riche tombe amoureuse de Renaud. Elle va le sauver du suicide et acceptera toutes ses humiliations et ses infidélités.

## Fiche technique
- Titre : Le Repos du guerrier
- Réalisateur : Roger Vadim
- Scénario et Dialogue : Roger Vadim, d'après un roman de Christiane Rochefort (éditions Bernard Grasset)
- Coadaptateur : Claude Choublier
- Directeur de la photographie : Armand Thirard
- Opérateur : Louis Née
- Musique : Michel Magne, aux éditions Eddie Barclay
- Montage : Victoria Mercanton, assistée de Catherine Vitsoris
- Décors : Jean André, assisté de Marc Desages
- Maquillage : Pierre et Odette Berroyer
- Régisseur général : Louis Mannella
- Ensemblier : Robert Christidès
- Son : Robert Biard
- Script-girl : Suzanne Durrenberger
- Administrateur : Louis Trinquier
- Costumes : Tanine Autre
- Photographe de plateau : Paul Apoteker
- Assistant réalisateur : Jean-Claude Giuliani, Jean-Michel Lacor, Serge Vallin
- Date de sortie : France : 5 septembre 1962
- Film franco-italien
- Genre : drame
- Publicité : Agence Dee
- Tournage dans les studios de Paris Studios Cinéma
- Production : Franco Films (Paris) - Incri Films (Rome)
- Chef de production : Francis Cosne
- Directeur de production : Paul Joly
- Distribution : Cocinor
- Durée : 102 minutes
- Année de production : 1962
- Couleur
- Format du son : Mono, système sonore Westrex
- Format de projection : 2.35 : 1 Cinémascope, Franscope
- Format de production : 35 mm
- Effets spéciaux : LAX
- Tirage dans les laboratoires Franay L.T.C Saint-Cloud
- Tourné en français
- Affiche : Gilbert Allard (France)

## Distribution
- Brigitte Bardot : Geneviève Le Theil, la riche héritière
- Robert Hossein : Renaud Sarti, le suicidaire qui devient l'amant de Geneviève
- Jean-Marc Bory : Pierre Leroy, le fiancé de Geneviève
- Jacqueline Porel : Mme Le Theil, la mère de Geneviève
- James Robertson Justice : Katov, le sculpteur
- Macha Méril : Raphaële
- Jean-Marc Tennberg : Coco, le poète
- Michel Serrault : maître Varange, le notaire
- Yves Barsacq : le patron de l'hôtel
- Ursula Kubler : l'infirmière
- Christian Melsen : l'inspecteur de police
- Robert Dalban : le policier qui remet Renaud en liberté
- Hélène Dieudonné : Mme Pia, la concierge
- Jean Lefebvre : Armand, le voisin de Geneviève
- Paul Mercey : le serveur à la brasserie
- Robert Seller : le vieil homme du train
- Madeleine Suffel : la vieille femme du train
- Jean Toscano : le musicien
- Marius Gaidon : un serveur
- Max Montavon

## Autour du film
Lieux de tournage :

Plusieurs scènes du début du film ont été tournées à Dijon.

La scène finale a été tournée en Italie, à l'abbaye de San Galgano.
Musique :

La musique de Michel Magne a fait l'objet quelques années plus tard d'une adaptation en chanson par Frida Boccara : Cent mille chansons (1968).